# Райчова-Дупка
Райчова-Дупка — карстовая пещера в Стара-Планине, самая глубокая пещера в Болгарии. Расположена в резервате Стенето в Центральнобалканском национальном парке.
Впервые спелеологи проникли на дно пещеры в 1971 году, в последующие годы исследователи из разных клубов открывали всё больше и больше галерей. Таким образом, в общей сложности нанесено на карту 2003 галереи протяжённостью 3333 метра. Райчова-Дупка входит в число самых длинных пещер в Болгарии, а разница высот — 387 (+10 -377 м) делает её самой глубокой пещерой в стране. Пещера богата сталактитами, сталагмитами, занавесами и окаменевшими водопадами. Самая красивая часть находится на дне пропасти.
Единственными животными обитателями пещеры являются летучие мыши (большая ночница), которые используют её в качестве убежища.
Хотя для вертикального проникновения в пещеру не требуется специального оборудования, её не следует посещать людям без опыта работы спелеологом. Своё посещение необходимо заранее согласовать с министерством и администрацией парка.